# تاكايوكي فوجي
تاكايوكي فوجي (باليابانية: 藤井 貴之) (18 يونيو 1993 في أوساكا في اليابان – )؛ هو لاعب كرة قدم ياباني سابق كان يلعب كمهاجم.

## وصلات خارجية
- تاكايوكي فوجي على موقع رابطة كرة القدم اليابانية للمحترفين (اليابانية)